# Austrodomus zuluensis
Espèce
Austrodomus zuluensis est une espèce d'araignées aranéomorphes de la famille des Prodidomidae.

## Distribution
Cette espèce se rencontre en Afrique du Sud au KwaZulu-Natal et au Mozambique vers Maputo,.

## Description
La femelle holotype mesure 3,2 mm.
Les femelles mesurent de 2,95 à 3,90 mm.

## Systématique et taxinomie
Cette espèce a été décrite par Lawrence en 1947.

## Étymologie
Son nom d'espèce, composé de zulu et du suffixe latin -ensis, « qui vit dans, qui habite », lui a été donné en référence au lieu de sa découverte, le Zoulouland.

## Publication originale
- Lawrence, 1947 : « A collection of Arachnida made by Dr. I. Trägårdh in Natal and Zululand (1904-1905). » Göteborgs Konglige Veternskaps- och Vitterhets-Samhälles Handlingar, sér. B, vol. 5, no 9, p. 1-41.